# Abzu (album)
Abzu è il sesto album in studio del gruppo musicale black metal statunitense Absu, pubblicato nel 2011.

## Tracce
1. Earth Ripper – 3:48
2. Circles of the Oath – 5:12
3. Abraxas Connexus – 3:53
4. Skrying in the Spirit Vision – 3:52
5. Ontologically, It Became Time & Space – 4:48
6. A Song for Ea – 14:26
  - E-A
  - A Myriad of Portals
  - 3rd Tablet
  - Warren of Imhullu
  - The Waters – The Denizens
  - E-A (Reprise)